# Malu Trevejo
María Luisa Trevejo (La Habana, Cuba, 15 de octubre de 2002), más conocida como Malu Trevejo, es una cantante e influencer cubana radicada en los Estados Unidos. El 22 de septiembre de 2017 lanzó su sencillo debut «Luna Llena» a través de la discográfica Universal Music Latin y poco tiempo después publicó el sencillo «En mi mente» que ha superado los quince millones de visitas en la plataforma YouTube.

## Carrera
Trevejo nació en La Habana, Cuba. Trevejo pasó gran parte de su infancia en España antes de radicarse en los Estados Unidos. En junio de 2017, Trevejo firmó un contrato de grabación con In-Tu Línea, una división del sello discográfico Universal Music Latin Entertainment. En septiembre publicó «Luna Llena», su sencillo debut producido por The Fliptones, el cual alcanzó los 33 millones de visitas en YouTube siete semanas después de su lanzamiento. «Luna Llena» debutó en la lista de Billboard Hot Latin Songs, vendió más de 2 000 descargas en ese momento y contó con una versión en inglés.
El 2 de agosto de 2019, Trevejo lanzó un EP de cuatro canciones llamado Una vez más. Luego de publicar algunos sencillos en colaboración con artistas como Gente de Zona, Hrvy y Yung Miami y de participar en el evento Power Festival en el Luna Park de Argentina con Sofía Reyes, The Sistars, Ángela Torres y Agus Padilla en 2019, en octubre de 2020 se mudó al área de Los Ángeles para continuar allí con su carrera musical.

## Vida personal
Malu Trevejo ha hablado abiertamente en varias ocasiones sobre el bullying que sufrió durante su infancia y adolescencia, una experiencia que marcó profundamente su vida. Desde muy joven, al mudarse de Cuba a España y posteriormente a Estados Unidos. Durante su etapa en España, Malu mencionó que era objeto de burlas por su acento cubano y su personalidad extrovertida. Cuando se mudó a Miami, las cosas no mejoraron del todo. En la escuela, sufrió acoso por parte de compañeros que la criticaban por su apariencia física, su forma de ser y su fuerte personalidad. Estos ataques no solo venían en persona, sino que también se trasladaron a las redes sociales, donde Malu empezó a ganar notoriedad desde temprana edad.

## Conflictos familiares
En varios momentos, Malu ha expresado en redes sociales que tuvo peleas y desacuerdos constantes con su madre, relacionados con la forma en que fue criada, las presiones de su carrera y aspectos personales de su vida. En algunos videos, la cantante comentó que sentía que su madre no siempre la apoyaba emocionalmente o entendía su perspectiva, especialmente cuando estaba en medio de momentos de estrés relacionados con su carrera.
En uno de los episodios más destacados, Malu acusó públicamente a su madre de ser controladora y de tomar decisiones sobre su vida que ella no consideraba justas. También mencionó que estas tensiones afectaban su estabilidad emocional y aumentaban su estrés.
Durante un live de instagram  en septiembre de 2020, Malu expresó su frustración con su situación familiar, alegando que su madre y su padrastro se pasaban el día "borrachos", que consumían cocaina, y que su madre le habría robado dinero en varias ocasiones. Lo que estalló esta disputa fue la acción de Trevejo de deshacerse de la cocaina por el retrete. Esto hizo que su padrastro llamara a la policía.
En abril de 2020, Trevejo presentó un live de Instagram que creó controversia debido a su naturaleza racista. Durante su transmisión en vivo se refirió al COVID-19 como un «virus chino», afirmando: «Lo siento, no intento ser racista, pero cada vez que veo a un chino trato de no respirar». Más tarde emitió una disculpa a sus fanáticos donde aseveró: «Soy un humano, no soy un maldito robot». En sus medios sociales, Trevejo ha declarado en varias ocasiones que es bisexual.

## Discografía

### Álbumes y Extended Plays
| Título      | Detalles |
| ----------- | --- |
| Una vez más | - Lanzamiento: 2 de agosto de 2019 - Discográfica: BMG Rights Management - Formatos: streaming, descarga digital |

### Sencillos
| Título                                          | Año  | Posición en las listas | Posición en las listas | Álbum                |
| Título                                          | Año  | EE. UU. Latin          | Reino Unido            | Álbum                |
| ----------------------------------------------- | ---- | ---------------------- | ---------------------- | -------------------- |
| "Luna Llena"                                    | 2017 | 18                     | —                      | Sin álbum            |
| "Luna Llena (English Version)"                  | 2017 | —                      | —                      | Sin álbum            |
| "En Mi Mente"                                   | 2017 | —                      | —                      | Sin álbum            |
| "Hasta Luego" (con HRVY)                        | 2018 | —                      | 70                     | Can Anybody Hear Me? |
| "Nadie Como Yo" (con Gente de Zona)             | 2018 | —                      | —                      | Sin álbum            |
| "Swipe Dat"                                     | 2018 | —                      | —                      | Sin álbum            |
| "Como Tú Me Quieres"                            | 2019 | —                      | —                      | Sin álbum            |
| "Down for Your Love"                            | 2019 | —                      | —                      | Una vez más          |
| "Think About" (con Andrea Damante y Yung Miami) | 2019 | —                      | —                      | Sin álbum            |
| "Una Vez Más"                                   | 2019 | —                      | —                      | Sin álbum            |
| "Hace Calor" (con Jeon)                         | 2019 | —                      | —                      | Una vez más          |
| "Pa La Calle"                                   | 2020 | —                      | —                      | Sin álbum            |
| "Walking in the Club"                           | 2020 | —                      | —                      | Sin álbum            |
| "A lo Malu"                                     | 2020 | —                      | —                      | Sin álbum            |